# Hurum
Hurum és un municipi situat al comtat de Buskerud, Noruega. Té 9.413 habitants (2016) i té una superfície de 163 km². El centre administratiu del municipi és el poble de Sætre.
El municipi limita al nord amb Røyken. A l'oest es troba prop de la costa est de Vestfold, al municipi de Svelvik. Es connecta a la part oriental del fiord d'Oslo, a través del túnel del fiord d'Oslo, un dels túnels submarins més llargs del seu tipus al nord d'Europa. El túnel és de 7,2 quilòmetres de llargada i connecta Hurumhalvøya amb el comtat d'Akershus.
Hurum es troba a la part sud de Hurumhalvøya, que és la península entre el fiord d'Oslo i fiord de Drammen. El centre administratiu és el poble de Sætre, que juntament amb Tofte són una de les dues aldees més poblades de Hurum.